# Bambulè
Bambulè è un film drammatico del 1979 scritto, diretto, ideato, interpretato e co-musicato da Marco Modugno.

## Trama
Due ragazzi romani, pigri e scontenti della vita che conducono, sognano di fuggire trasferendosi in Brasile, coinvolgendo anche un terzo amico, che lavora nella pasticceria del padre. Per la ricerca del denaro necessario alla partenza i tre affronteranno vari personaggi trovandosi in situazioni sempre più pericolose.

## Produzione
La seconda unità di regia fu affidata a Michele Soavi.